# Dvorzsák János
Dvorzsák János (Kalocsa, 1850. augusztus 16. – Budapest, 1922. április 16.) katolikus pap, egyházi és ismeretterjesztő író.

## Élete
Összes tanulmányait Pécsett végezte. A 7. osztályban a püspöki árvaház felügyelője, majd a pécsi papnevelőintézet tagja lett, ahol a Szent Pál Társulatnak volt két évig elnöke. 1874-ben pappá szentelték. Betegeskedése miatt 1878 után Budapestre költözött. 1896-tól pápai prelátus, 1898-tól apostoli protonótárius, 1909-től címzetes érseki helytartó volt.
Szerkesztette a Leányvilág folyóiratot és a Magyar Ifjúság Lapját, mindkettőt 1884-1885-ben Budapesten. A Papok Lapját 1884-1885-ben Talabér Lajossal együtt. Kiadta Bolanden munkáinak magyar fordítását és a Havi füzeteket (külföldi regények és elbeszélések gyűjteménye)

## Művei
- Magyarország helységnévtára tekintettel a közigazgatási, népességi és hitfelekezeti viszonyokra. Budapest, 1882.; Javított és bővített kiadás: Bp, 1893. Online
- Idézetek tára. Budapest, 1883.
- Anarchista káté. Budapest, 1885. (Ez a munka sok kellemetlenséget okozott neki, azért a példányok nagy részét megsemmisítette.)